# Lex Schoenmaker
Pour les articles homonymes, voir Schoenmaker.
Alex « Lex » Schoenmaker, né le 23 août 1947 à La Haye aux Pays-Bas, est un ancien joueur, et entraîneur de football néerlandais.
Il a passé la plupart de sa carrière dans son club formateur, équipe de sa ville natale, à savoir l'ADO La Haye avec quelques parenthèses aux Pays-Bas et en North American Soccer League.
Il entraînera ensuite des clubs dans son pays, comme son club de toujours de l'ADO, ou encore des clubs du Golf.